# Magdalena Jacob
Magdalena Jacob (* 1994 in Schweinfurt als Magdalena Barth) ist eine deutsche Filmemacherin, Musikerin, Produzentin, Tonassistentin und Clown.

## Leben
Jacob studierte von 2016 bis 2019 Drehbuch an der filmarche und seit 2019 an der Deutschen Film- und Fernsehakademie (dffb).
Seit 2019 produziert und vertreibt sie Musik unter ihrem Künstlernamen solar powered moon town. Seit 2022 tritt sie als Instrumentalistin und Backgroundsängerin für Lisa Uebel auf.
Für Hoda Taheris Mother prays all day long, der 2022 in Locarno uraufgeführt wurde, schrieb Jacob das Drehbuch mit, spielte eine der Hauptfiguren an der Seite ihrer Mutter und belichtete das Innere ihrer Vagina mit einem Makro-Objektiv. Der Film wurde in Locarno mit einer Special Mention ausgezeichnet, war für den Deutschen Kurzfilmpreis 2022 nominiert und gewann den Preis für den besten Film bei der nationalen Premiere auf dem Filmfest Dresden 2023. Auch für Taheris zweiten Kurzfilm As if mother cried that night, der 2023 in Locarno uraufgeführt wurde, hat Jacob das Drehbuch mitgeschrieben.
2021 drehte Jacob zusammen mit ihrem Bruder Christoph Barth den Kurzdokumentarfilm Reimus über ihre Suche nach dem Rezept einer niederbayerischen Süßspeise. Nach dem Beginn der russischen Invasion in der Ukraine fügte Jacob versteckte russische Untertitel mit Fakten über den Krieg in den Film ein und reichte ihn auf dem Moscow International Film Festival ein, wo er im Kurzfilmwettbewerb 2023 ausgewählt wurde. Der Film wurde zwar vorgeführt, aber Jacob nahm nicht am Festival teil. Wie Jacob in der vorab geschriebenen Synopsis des Films vorausgesagt hatte, wurde aus dem Rezept ein sehr merkwürdiger Film, der mit dem Nachtzug nach Moskau fuhr und nie mehr gesehen wurde.
2020 und 2022 gewann Jacob den Pitch-Preis beim Bundesfestival junger Film für die Serienkonzepte Streuner und Meine Oma aus dem All.